# ویل هانتینگ نابغه
ویل هانتینگ نابغه (انگلیسی: Good Will Hunting) یک فیلم درام آمریکایی به نویسندگی بن افلک و مت دیمون و کارگردانی گاس ون سنت است که در سال ۱۹۹۷ منتشر شد. بازیگران فیلم رابین ویلیامز، دیمون، افلک، مینی درایور، و استلان اسکاشگورد هستند. داستان فیلم در مورد ویل هانتینگ جوان ۲۰ ساله‌ای است که در دانشگاه ام‌آی‌تی سرایدار است و نبوغی ذاتی در زمینه ریاضیات دارد اما استعداد خود را باور ندارد و هیچ تلاشی نیز در نمایان کردن استعدادش ندارد.
لارنس بندر، تهیه‌کننده و سو آرمسترانگ، جاناتان گوردون، باب وینشتین و هاروی وینشتین مدیران اجرایی تولید فیلم ویل هانتینگ نابغه بوده‌اند. ژان یوس اسکافیر مدیر فیلمبرداری، ملیسا استوارت طراح تولید، جیمز مک‌آتیر کارگردان هنری، یارو دیک طراح صحنه و بئاتریکس آرونا پاستور طراح لباس و کری باردن، بیلی هاپکینز و سوزان اسمیت انتخاب‌کننده بازیگران و تعیین نقش‌های فیلم بوده‌اند.
از ویژگی‌های این فیلم بداهه‌گویی‌هایی است که آزادانه به دیالوگ‌های فیلمنامه تزریق شده‌اند. همین گفتگوهای عامیانه ارزشی دوچندان به فیلم بخشیده‌اند و باعث شده تا نوع رابطه برادرانه ویل و دوستانش چاکی (بن افلک)، بیلی (کول هاوزر)، و مورگان (کیسی افلک) و همین‌طور دوستی ویل و اسکایلر دختر دانشجوی دانشگاه هاروارد بسیار جالب و تماشایی شود. ویل هانتینگ نابغه با نقدهای مثبت منتقدان همراه بود و بیش از ۲۲۵ میلیون دلار فروش داشت. این فیلم نامزد دریافت نه جایزهٔ اسکار از جمله بهترین فیلم و بهترین کارگردانی شد و توانست جایزهٔ بهترین بازیگر نقش مکمل مرد برای ویلیامز و بهترین فیلم‌نامه غیراقتباسی برای افلک و دیمون را کسب کند. در سال ۲۰۱۴ نام این فیلم در رتبهٔ ۵۳ فهرست «۱۰۰ فیلم موردعلاقه» از هالیوود ریپورتر قرار گرفت.

## داستان
ویل هانتینگ، جوان بیست ساله‌ای از جنوب بوستون، با وجود اینکه زندانی سابق است، نابغه‌ای در ریاضیات است که به‌صورت خودآموز دانشش را پرورش داده است. او پس از آزادی مشروط به عنوان نظافتچی در موسسه فناوری ماساچوست مشغول به کار می‌شود و اوقات فراغتش را با دوستان صمیمی‌اش، چاکی، بیلی و مورگان، در جمع‌های دوستانه و نوشیدن می‌گذراند.
روزی پروفسور جرالد لمبو، استاد برجسته دانشگاه، مسئله‌ای دشوار در زمینه نظریه گراف را روی تخته‌سیاه می‌نویسد تا دانشجویان خود را به چالش بکشد. این مسئله توسط ویل، بی‌نام و نشان، حل می‌شود و توجه همه را به خود جلب می‌کند. پس از آن، لمبو چالشی بزرگ‌تر مطرح می‌کند و در نهایت وقتی ویل را در حال نوشتن جواب‌ها می‌بیند، ابتدا فکر می‌کند که او خرابکاری می‌کند و او را از محل دور می‌کند. در این بین، ویل در یک بار با اسکایلر، دختری تحصیل‌کرده از هاروارد که قصد ادامه تحصیل در پزشکی دارد، آشنا می‌شود.
لمبو وقتی می‌فهمد ویل واقعاً مسئله را حل کرده، به دنبال او می‌گردد و متوجه می‌شود که ویل تحت برنامه آزادی مشروط در دانشگاه حضور دارد. همزمان، ویل و دوستانش با گروهی از جوانان درگیر می‌شوند که یکی از آن‌ها در کودکی ویل را اذیت کرده بود. این درگیری باعث می‌شود که ویل بازداشت شود، اما در دادگاه لمبو شرایطی را فراهم می‌کند که ویل بتواند بدون رفتن به زندان، به تحصیل ریاضی زیر نظر او ادامه دهد و در جلسات روان‌درمانی شرکت کند.
ویل در ابتدا درمانگران را مسخره می‌کند، اما پس از مدتی لمبو از دوست روانشناسش، دکتر شان مگوایر، کمک می‌گیرد. شان برخلاف درمانگران دیگر، به شکل جدی و صادقانه با ویل برخورد می‌کند. در آغاز جلسات، ویل با توهین به یاد همسر مرحوم شان، او را به واکنش وامی‌دارد، اما رفته‌رفته ویل به تدریج احساساتش را باز می‌کند.
یکی از تأثیرگذارترین لحظات، داستان شان درباره تصمیمش برای واگذاری بلیط بازی مهم سری جهانی سال ۱۹۷۵ به خاطر دیدار با همسرش است. این قصه به ویل الهام می‌دهد تا رابطه‌اش با اسکایلر را جدی‌تر دنبال کند، اگرچه او درباره گذشته خود سکوت کرده و مایل نیست زندگی شخصی‌اش را به دیگران نشان دهد. همچنین ویل از شان می‌خواهد که خودش نیز با فقدان همسرش روبه‌رو شود.
لمبو فرصت‌های شغلی مختلفی برای ویل فراهم می‌کند، اما ویل همه آن‌ها را رد می‌کند، حتی پیشنهادی از سازمان NSA را به دلیل اختلاف نظرهای اخلاقی نمی‌پذیرد. اسکایلر از ویل می‌خواهد که به کالیفرنیا برود اما او قبول نمی‌کند و از گذشته سختش، شامل یتیمی و سوءرفتار پدرخوانده‌اش، سخن می‌گوید.
ویل رابطه‌اش با اسکایلر را پایان می‌دهد و از لمبو دوری می‌کند. شان به او یادآوری می‌کند که او به دلیل ترس از شکست، روابطش را خراب می‌کند تا درد را تجربه نکند. چاکی نیز از ویل می‌خواهد که از فرصت‌هایی که برایش پیش آمده استفاده کند، چون آن‌ها هرگز چنین شانس‌هایی نداشته‌اند و بهترین لحظه‌اش انتظار برای پیشرفت ویل است.
در نهایت، درگیر بحثی میان لمبو و شان درباره آینده ویل می‌شوند. پس از آن، شان و ویل به گفتگو می‌نشینند و هر دو دردها و تجربه‌های کودکی سخت خود را بازگو می‌کنند. شان به ویل کمک می‌کند تا بپذیرد آن آسیب‌ها تقصیر خودش نبوده و با تکرار جمله «این تقصیر تو نیست»، ویل رفته‌رفته آرام می‌شود و بار سنگین درونش سبک‌تر می‌گردد.
ویل سرانجام یکی از پیشنهادهای شغلی را می‌پذیرد و شان با لمبو آشتی می‌کند و تصمیم می‌گیرد مدتی مرخصی بگیرد. دوستان ویل به مناسبت تولد بیست و یک سالگی، برای او ماشینی دست‌دوم می‌خرند تا رفت‌وآمدش آسان‌تر شود. وقتی چاکی به دنبال ویل می‌رود، متوجه می‌شود که او خانه نیست و از این بابت خوشحال می‌شود چون می‌داند ویل بالاخره مسیر جدیدی را در زندگی انتخاب کرده است. در نامه‌ای که ویل برای شان می‌نویسد، می‌گوید که باید برود «به دیدار دختری» و مشخص می‌شود که دوباره به دیدار اسکایلر رفته، چیزی که شان کاملاً تأیید می‌کند.

## بازیگران
- رابین ویلیامز در نقش دکتر شان مگوایر
- مت دیمون در نقش ویل هانتینگ
- بن افلک در نقش چاکی سالیوان
- استلان اسکاشگورد در نقش پروفسور جرالد لمبو
- مینی درایور در نقش اسکایلر
- کیسی افلک در نقش مورگان اوملی
- کول هاسر در نقش بیلی مک‌براید
- جان مایتون[۷] در نقش تام
- اسکات ویلیام وینترز در نقش کلارک
- جیمی فلین[۸] در نقش قاضی جورج اچ. مالون
- کریستوفر بریتون در نقش مدیر اجرایی #۲
- آلیسون فالند[۹] در نقش دانشجوی ام‌آی‌تی
- جرج پلیمپتن در نقش هنری لیپکین

## جوایز
این فیلم برنده دو اسکار و نامزد هفت اسکار دیگر شد. مت دیمون که نقش اصلی فیلم ویل هانتینگ را بازی می‌کند نامزد دو جایزه آکادمی اسکار بهترین فیلمنامه اورجینال و بهترین بازیگر نقش اول مرد شد که در نهایت جایزهٔ بهترین فیلمنامه اورجینال را به دست آورد و جایزهٔ بهترین بازیگر مرد را به جک نیکلسون واگذار کرد. هم‌چنین رابین ویلیامز برای بازی در این فیلم جایزهٔ اسکار بهترین بازیگر نقش مکمل مرد را به دست آورد. ویل هانتینگ خوب در ۶ بخش بهترین فیلم، بهترین کارگردانی، بهترین بازیگر نقش مکمل زن (مینی درایور)، بهترین تدوین (پیترو اسکالیا)، بهترین موسیقی متن (دنی الفمن) و بهترین خواننده (الیوت اسمیت) هم نامزد اسکار شد. در مراسم گلدن گلوب هم جایزه بهترین فیلمنامه به این فیلم رسید و نامزد جایزه بهترین فیلم درام، بهترین بازیگر نقش اصلی (مت دیمون)، و بهترین بازیگر نقش مکمل (رابین ویلیامز) هم شد و در جشنواره فیلم برلین هم مت دیمون برای بازی و فیلمنامه خود جایزه خرس نقره‌ای را دریافت کرد. این فیلم با فروش بیش از ۲۲۵ میلیون دلار در سطح جهان، بیش از ۲۲ برابر بودجه ۱۰ میلیون دلاری خود درآمد کسب کرد.
هرچند داستان فیلم در بوستون می‌گذرد اما بیشتر تصویربرداری فیلم در تورنتو انجام شده و صحنه‌های مربوط به دانشگاه ام آی تی و هاروارد در دانشگاه تورنتو فیلمبرداری شده‌اند.